# نواضر الأيك في معرفة النيك
كتاب نواضر الأيك في معرفة النيك هو مؤلَّفٌ منسوب للإمام السيوطي وهناك شك في من ألف هذا الكتاب، وهو ملخص لكتاب «الوشاح في فوائد النكاح». يدور موضوعه حول الجنس والأوضاع الجنسية. ولم يجد المؤلف حرجًا في تسمية الأشياء بأسمائها، فهو صريح في استخدام اللفظ الدال على أعضاء الجهاز الجنسي للذكر والانثى والمستخدم في الكلام العام، أو ما يسمى بعورات الجسد، كما أنه صريح بتلفظ أسماء العملية الجنسية ووصفها وصفًا كاملاً وصريحاً. ورغم أن عمر الكتاب يتجاوز أكثر من 500 سنة إلا أنه يتكلم عن الرجال والنساء بطريقة متكافئة ويصوّر المتعة الجنسية على أنها حاجة متبادلة بين الطرفين وليس من طرف على حساب آخر.

## خلاف حول مؤلف الكتاب
إضافة لنواضر الأيك في معرفة النيك فللإمام السيوطي أكثر من عشرة من المؤلفات حول النكاح، منها الإفصاح في أسماء النكاح، و ضوء الصباح في لغات النكاح، و نزهة العمر في التفصيل بين البيض والسود والسمر. وتوجد نسخة مخطوطة لنواضر الأيك بمركز الملك فيصل للبحوث والدراسات الإسلامية (تحت رقم: 3068-فب) تحمل نسبته للسيوطي. لكن بعض من المحققين والمصنفين يشككون في نسبة هذا الكتاب إلى السيوطي، حيث سرد السيوطي مؤلفاته ولم يذكره فيها، ورأي يقول أن السيوطي كتب هذا الكتاب في أول حياته ثم تراجع عنه بعد ذلك، كما فعل في بعض مؤلفاته كما ذكر في كتابه المشهور: حسن المحاضرة في أخبار مصر والقاهرة، حيث يقول: وشرعت في التصنيف في سنة ست وستين، وبلغت مؤلفاتي ـ إلى الآن ـ ثلاثمائة كتاب سوى ما غسلته ورجعت عنه.

## الكتاب
يتكون الكتاب بعد المقدمة من عدة فصول:
- لذات الدنيا
- في دواء علة الجوى
- المعروف من الجماع
- حالات الجماع
- حركات الذكر في الفرج
- أنواع الوطء
- نكاح الخصي
- إحليل الرجل وفرج المرأة
- إحليل الرجل
- ماء المرأة والرجل
- في حظوة النساء
- في إنزال المرأة
- في حيل الجماع
- في أقسام الوطء
- في تاريخ ابن عساكر
- من أمثال العوام
- من خطب العلماء
- في وصف الذكر والكمرة
- في صفات الجماع
- في الجلوس (طريقتان)
- في القيام (ثلاث طرق)
- في الاستلقاء (سبع طرق)
- في الاضطجاع (سبع طرق)
- في الانبطاح (ثمان طرق)
- في الانحناء (سبع طرق)
- في القيام (تسع طرق)
- في القعود (ثمان طرق)
- في أنواع أخرى
- في أنواع القبح (قصائد جنسية)